# Валуй (река)
Валу́й — река на юге Среднерусской возвышенности, левый приток Оскола. Протекает по территории Белгородской области.
Длина реки — 56,8 км, площадь водосборного бассейна — 1337,7 км². Дно реки большей частью иловатое, местами песчаное или глинистое. Ширина реки нигде не превосходит 50 метров при глубине до метра. Из рыб в ней ловятся преимущественно чебаки, сомы, судаки. В Валуйках имеется несколько мостов через реку.

## Гидрография

### Течение
Река берёт начало в Красногвардейском районе, исток находится на территории посёлка Бирюч. Она течет в юго-западном направлении по песчаной равнине, общая протяжённость составляет 56,8 км. Являясь левым притоком Оскола, река впадает в него в 4 км ниже города Валуйки.
Для речной долины Валуя характерна асимметрия склонов, так что его правый берег — возвышенный, местами обрывистый и крутой, а левый — на всём течении реки — низменный. По этой причине левый берег активно используют под пашню. Высота и крутизна склонов правого берега последовательно возрастают, достигая соответственно 60-100 метров и 25-50° в нижнем течении. Русло Валуя остаётся более или менее спрямлённым в верхнем и среднем течениях, в то время как в нижнем течении — от села Мандрово и до устья — русло часто извивается, формируя излучины.

### Бассейн
Площадь водосборного бассейна реки Валуй — 1337,7 км². Бассейн охватывает северо-восточную часть территории Валуйского городского округа, южную часть Красногвардейского района и небольшую часть Вейделевского района (приток Полатовки Россошь). Основные поселения в бассейне реки — села Ливенка, Никитовка, Мандрово, Селиваново, Насоново, Рождествено, город Валуйки.
Бассейн реки находится в пределах Белгородской области, на южном склоне Среднерусской возвышенности, и граничит с водосборными бассейнами рек Тихая Сосна, Черная Калитва и Оскол. Бассейн является частью водной системы реки Дон, которая впадает в Азовское море.

### Притоки
Речная сеть Валуя невелика и представлена малыми реками. Общая длина речной сети достигает 199,4 км.
| Верхний Моисей (Мосей, Масей) | 16   | 140        | 15,7 |
| Полатовка (Палатовка)         | 21,5 | 643        | 31   |
| Сенная                        | 34   | 79         | 12,8 |
| Валуйчик                      | 44,8 | Нет данных | 13,3 |

## Загрязнение
Качество воды в реке Валуй оценивается как неудовлетворительное из-за обилия загрязняющих веществ. По состоянию на 2016 год в речных водах в 6-7 раз превышена предельно допустимая концентрация меди, в 9-14 раз превышена концентрация марганца. В том же году концентрация железа в 2-3 раза превышала нормативы для рыбохозяйственного водоема, а в 2018 году — уже в 6 раз.
Для Валуя характерно высокое содержание нитрит-ионов, вызванное сельскохозяйственной деятельностью, в результате которой происходят смыв удобрений и сброс сточных вод в реку. Загрязнению водоема способствуют животноводческие фермы, сбрасывающие в Валуй мочевину, о чем свидетельствует превышение предельно допустимой концентрации иона аммония.
Неблагоприятная окружающая среда приводит к гибели местной ихтиофауны, как это произошло в июле 2018 года, когда в реке обнаружили всплывшую рыбу из-за того, что в нее попали сточные воды птицефабрики около села Насоново. Гибель ихтиофауны наблюдалась и прежде: в 2011 году на одном из участков реки всплыла рыба и погибли раки по сообщению жителя села Лучка-Жировка.
В 2019 году жители города Валуйки жаловались на изменение цвета воды и исходивший от нее резкий запах, причиной чему также было одно из сельскохозяйственных предприятий, установившее трубу для сброса сточных вод.